# Thiên hoàng Monmu
Thiên hoàng Văn Vũ (文武天皇 (Văn Vũ Thiên hoàng) Monmu- Tenno, 13 tháng 10 năm 683 - 18 tháng 7 năm 707) là thiên hoàng thứ 42 của Nhật Bản theo truyền thống thứ tự kế thừa ngôi vua. Triều Monmu kéo dài từ ngày 22 tháng 8 năm 697 và kết thúc vào ngày 18 tháng 7 năm 707

## Tường thuật truyền thống
Ông có tên khai sinh là Hoàng tử Karu, là con trai của Hoàng tử Kusakabe với em họ là công chúa Abe, cháu trai đích tôn của Thiên hoàng Tenmu và Nữ Thiên hoàng Jitō. Năm ông lên 6, cha ông qua đời và ông được mẹ ruột nuôi dưỡng. Sau khi Nữ Thiên hoàng Jitō vừa thoái vị (23/9/697), ông được đưa lên ngôi khi còn là một thiếu niên (14 tuổi).

## Trị vì

### Chính quyền
Không thấy ghi chép gì về hoạt động của ông thời Monmu trị vì. Nhưng chắc chắn một điều là do ông còn quá nhỏ, mẹ ông là công chúa Abe nắm quyền nhiếp chính của triều đình Nhật Bản. Lơi dụng sự suy yếu của chính quyền trung ương, các thế lực quý tộc mà tiêu biểu là dòng họ quý tộc Fujiwara trỗi dậy và bắt đầu khuynh đảo chính trường Nhật Bản. Dòng họ này đã ra sức củng cố và phát triển nhà nước luật lệnh, đồng thời tìm cách tiếp cận hoàng gia để bành trướng thế lực cho vây cánh. Cụ thể là Fujiwara Fuhito (659-720) đã đưa con gái mình là Miyako (Cung tử) vào làm vương phi cho Thiên hoàng Monmu và hạ sinh người nối ngôi ông tức Thiên hoàng Shômu. Ngoài ra, các hoàng thân là chú và cháu, con cái của Thiên hoàng cũng ra sức ly khai, nổi loạn chống lại triều đình. Thiên hoàng Monmu đã phải loại bỏ ít nhiều anh em trong hoàng tộc để giữ vững ngai vàng.
Một vài trích dẫn về vua Tân La Hiếu Chiêu vương trong bộ sử Tam quốc sử ký (Samguk Sagi) vào thế kỷ 12 cũng cho thấy quan hệ ngoại giao ổn định  giữa Tân La với Nhật Bản thời gian Thiên hoàng Monmu trị vì, và các sử sách Nhật Bản (đáng chú ý là " Tục Nhật Bản kỷ" Shoku Nihongi) là các nguồn đáng tin cậy để xác nhận ngày mất của vua và vương hậu Tân La trong thời kỳ này, do Nhật Bản biết được chuyện này thông qua các sứ thần chính thức.

### Luật Taihō(Đại Bảo luật lệnh)
Một điểm sáng trong chính sách của Thiên hoàng Monmu là ông ra lệnh biên soạn bộ luật Taihō (Đại Bảo luật lệnh) vào năm 701. Dựa vào những học hỏi từ luật pháp Trung Quốc thời Đường Cao Tông (ban hành năm 651) qua các chuyến đi của các sứ thần sang Trung Quốc, các sử quan Nhật Bản mà đứng đầu là thân vương Osakabe (một người con trai của Tenmu) và Fujiwara Fuhito, con thứ hai của công thần thời Taika là Nakatomi (Fujiwara) no Kamatari hợp tác biên soạn.
Bộ luật được ban hành năm Taihō thứ 2 (năm 703), quy định rõ ràng về chính quyền trung ương, các địa phương

#### Trung ương
Nhị quan (Nikan): Nằm ở vị trí trung tâm có hai người (nhị quan), một chủ trì việc tế tự là Jingikan (Thần kỳ quan), một trông coi chính trị nói chung là Daijôkan (Thái chính quan, còn đọc là Daijokan). Dưới tay Daijokan là các ông Daijôdaijin (Thái chính đại thần, còn đọc là Dajôdaijin), Sadaijin (Tả đại thần), Udaijin (Hữu đại thần) và Dainagon (Đại nạp ngôn). Những chức vụ này thường do các hào tộc lớn đảm nhiệm và trên nguyên tắc, họ phải bàn luận với nhau trước khi quyết định điều gì quan trọng. Người ta thường gọi họ là kugyô (công khanh) hay kandachime (thượng đạt bộ).
Bát tỉnh (Hasshô): Đứng dưới nhị quan là bát tỉnh tương đương với 8 bộ (ministry ngày nay), được chia thành hai "tỉnh" là Sabenkan và Ubenkan. Sabenkan có 4 "tỉnh": Nakatsukasa (Trung vụ tỉnh lo việc soạn thảo sắc chiếu), Shikibushô (Thức vụ tỉnh lo việc giáo dục), Jibushô (Trị vụ tỉnh lo Phật sự, ngoại giao), Minbushô (Dân vụ tỉnh lo hành chính, tô thuế); Ubenkan có 4 "tỉnh": Hyôbushô (Binh bộ tỉnh lo quân sự), Gyôbushô (Hình bộ tỉnh lo việc hình án, trừng phạt), Ôkurashô (Đại tàng tỉnh lo việc tài chánh), Kunaishô (Cung nội tỉnh đảm nhiệm các việc lớn nhỏ trong cung). Cách sắp xếp này bắt chước theo "lục bộ" thời Đường - Trung Quốc

#### Địa phương
Đất nước này được chia thành tỉnh gọi là kuni (国), quốc ti (kokushi) sẽ đứng đầu các tỉnh này. Tất cả có 66 kuni. Các tỉnh được chia thành huyện gọi là gun (郡) hoặc Kori, được quản lý bởi các quan chức địa phương được Thiên hoàng bổ nhiệm gọi Gunji. Tất cả có 592 huyện. Đơn vị hành chánh nhỏ nhất là làng hay lý (ri) thường gồm khoảng 50 nóc gia (hộ hay ko). Đứng đầu ri (lý) là một lý trưởng, âm Nhật đọc là satoosa.

#### Nơi quan trọng, hiểm yếu

##### Kinh đô
Ở kinh đô thì có hai Kyoshiki (Kinh chức) tả và hữu, ở vùng Naniwa trong xứ Settsu thì có Settsushiki (chức quản hạt xứ Settsu) cai quản. Dưới có hai Ichi no tsukasa coi hai khu chợ Đông và Tây, ngoài ra ở các phường (bô) trong thành phố thì có chức bôryô hay phường lệnh, giống như phường trưởng

##### Các địa khu
Naniwa - nơi có cung điện và bến cảng, được đánh giá là địa thế trọng yếu trong việc ngoại giao, cần bổ nhiệm một nhân vật đặc biệt coi sóc. Riêng Kyushu từ xưa vẫn được xem là cứ điểm quan trong về mặt quốc phòng và ngoại giao nên ở đây có đặt Dazaifu (Đại tể phủ, vẫn hay bị viết nhầm là Thái) giống một phủ thủ hiến, chính quyền Yamato xem nó là "triều đình ở phương xa" (tô no mikado).
Triều đại hoàng đế Monmu kéo dài 10 năm. Ông qua đời ở tuổi 25 và mẹ ông lên ngôi, hiệu là Thiên hoàng Gemmei

#### Nengō
Trong 10 năm trị vì, Thiên hoàng Monmu đặt hai niên hiệu là:
- Taihō (701-704)
- Keiun (704-708)

#### Các chức quan (Kugyō (公卿?)
- Daijō-daijin, Osakabe -shinnō.
- Sadaijin
- Udaijin
- Naidaijin, Nakatomi Kamako no Muraji.
- Dainagon, Fujiwara Fuhito.

## Gia đình
Bunin: Fujiwara no Miyako (藤原宮子) (d. 754), con gái của Fujiwara no Fuhito
Hoàng tử Obito (首皇子) (Emperor Shōmu) (701–756)
Hin: Ki no Kamado-no-iratsume (紀竃門娘)
Hin: Ishikawa no Tone-no-iratsume (石川刀子娘)
Hoàng tử Hironari (広成皇子)
Hoàng tử Hiroyo (広世皇子)